# José Benedicto da Cruz
José Benedicto da Cruz, mais conhecido como J.B.C., foi um erudito artista sacro-popular brasileiro. Nasceu aos 2 de fevereiro de 1877, em Paraíbuna-SP. Ainda jovem inicia seus ofícios, primeiro como pintor de caiação, e posteriormente atuando em trabalhos artísticos, como pintura, estatuária, marcenaria e alvenaria. Todos os seus trabalhos são de cunho religioso, contratado por igrejas para decoração em pintura, confecção de imagens sacras (muitas vezes de barro), construindo altares em madeira e até mesmo trabalhando em construção e ampliação de igrejas (de taipa e pau-a-pique).
A maioria de seus trabalhos se perdeu no tempo, e, se não fosse o médico e historiador Eduardo Etzel em seu livro "JBC - Um singular artista sacro-popular. A obra transcende o homem" o artista certamente teria caído no esquecimento.
Felizmente algumas de suas obras resistiram ao tempo, como é o caso da Igreja de São Sebastião, no distrito de Taiaçupeba, em Mogi das Cruzes - SP. O templo abriga o maior acervo artístico de JBC ainda preservado. Entre seus trabalhos nesta igreja estão as pinturas do forro, os altares em madeira e alvenaria e até mesmo o coreto em madeira e a ampliação do templo que deu a pequena igreja uma fachada decorada e uma torre de sino.
No início do século XX JBC começa a trabalhar, de acordo com Etzel, pela região de Salesópolis. Tudo levou a crer que entre este período tenha ganhado a vida através da labuta como pintor de caiação e pedreiro. Nos anos de 1900 JBC, também chamado de Zé Santeiro, começa a pintar pela região do Alto Tietê, trabalhando em Mogi das Cruzes e Biritiba-Mirim. Em Mogi das Cruzes, JBC trabalhou em Taiaçupeba, Quatinga, e na Serra do Itapeti.